# Transitions Optical
Transitions Optical est une société américaine connue pour la fabrication de lentilles photochromiques fondée en 1990.